# Louisa Martin
Mary Louisa »Mollie« Martin, irska tenisačica, * 3. september 1865, Newtowngore, Irska, Združeno kraljestvo, † 24. oktober 1941, Portrush, Severna Irska.
Leta 1898 se je uvrstila v finale turnirja za Prvenstvo Anglije, kjer jo je premagala Charlotte Cooper v dveh nizih.

## Finali Grand Slamov

### Posamično (1)

#### Porazi (1)
| Leto | Turnir            | Nasprotnica v finalu | Rezultat finala |
| 1898 | Prvenstvo Anglije | Charlotte Cooper     | 4−6. 4−6        |